# Nishant
Nishant (Hindi निशांत niśānt; übersetzt: „Ende der Nacht“) ist ein indischer Spielfilm von Shyam Benegal aus dem Jahr 1975.

## Handlung
In einem indischen Feudalstaat im Jahre 1945 lebt in einem Dorf ein Jagirdar mit seinen drei jüngeren Brüdern auf dem Familienanwesen. Nur der jüngste ist verheiratet; seine Frau lebt auch im Haus.
Der Pujari (Tempelpriester) kommt am Morgen in seinen Tempel und muss feststellen, dass der Tempelschmuck der Göttin gestohlen wurde. Er findet dort eine Halskette mit Anhänger.
Rukmani wacht neben ihrem Mann Vishwam, dem jüngsten Bruder des Jagirdars, auf. Sie bemerkt sogleich, dass dessen Halskette mit Anhänger verschwunden ist. Er hat sie verloren, als er in der vorhergehenden Nacht mit seinen älteren Brüdern Prasad und Anjaiya im Tempel war.
Der Jagirdar, der zunächst den Dorfpolizisten zur Aufklärung des Falls hat schicken lassen, ändert unter diesen Umständen sein Vorgehen. Er erklärt den Polizisten für unfähig und empfiehlt stattdessen die Befragung eines Hellsehers. Dieser nennt in Trance einen ortsbekannten Landstreicher als Täter. Der Jagirdar lässt es sich nicht nehmen, den Landstreicher persönlich mit Stockhieben zu züchtigen. Vishwam geht noch einmal zum Tempel zurück, um nach seiner Halskette zu suchen, wird dabei aber vom Tempelpriester überrascht. Später lässt sich der Jagirdar die goldene Halskette seines Bruders vom Priester aushändigen.
Ein neuer Schulmeister kommt mit seiner Frau Sushila und dem gemeinsamen Sohn ins Dorf und gerät sogleich mit Prasad und Anjaiya aneinander, denen er unbeabsichtigt den Weg versperrt hat. Die Brüder sind auf der Suche nach einer jungen Frau und werden auch fündig. Regelmäßig lassen sie sich junge Dorffrauen ins Haus kommen, an denen sie sich der Hierarchie nach, beginnend mit dem ältesten Bruder, vergehen – einzig Vishwam beteiligt sich nicht daran. An den Gütern der Bauern bedienen sich die Brüder willkürlich und ohne Gegenleistung.
Seit Vishwam Sushila zum ersten Mal erblickt hat, kann er seine Augen nicht mehr von ihr lassen. Prasad, dem die Schwärmerei seines Bruders als erster auffiel, entführt sie gemeinsam mit Anjaiya direkt aus dem Haus des Schulmeisters, der sich gegen die beiden Männer nicht erwehren kann. Erfolglos hämmert er ans Tor des Jagirdars und ebenso erfolglos spricht er beim Dorfpolizisten vor, die willfährigen Bauern halten Maulaffen feil und bleiben passiv.
Sushila wacht am nächsten Tag als Gefangene im Haus des Jagirdars auf. Sie sieht als erstes Rukmani beim Morgengebet an der Tulsipflanze. Gemeinsam mit der Hausangestellten Pochamma kümmert Rukmani sich um Sushila. Die Hoffnung auf ein Entkommen nimmt Pochamma Sushila jedoch schnell. Auch der Schulmeister wird sowohl bei der Tehsil-Verwaltung, beim Richter als auch bei der Regionalzeitung abgewiesen. Am Abend vergehen sich die beiden mittleren Brüder an Sushila. Vishwam schreckt vor dem Anblick der gepeinigten Frau noch zurück und Rukmani zeigt ihm ihre Missbilligung. Doch mit der Zeit widmet er seine Aufmerksamkeit nur noch Sushila und meidet Rukmani.
Der Schulmeister ist verzweifelt, ergibt sich jedoch der aussichtslosen Situation. Auch Sushila richtet sich schon bald den Umständen entsprechend ein. Bei einer unerwarteten Begegnung der beiden im Tempel bezichtigt sie ihren Mann, nicht genug gegen die Entführung und danach für eine Befreiung getan zu haben. Die Position von Sushila im Jagirdar-Haushalt als Geliebte Vishwams ist so stark geworden, dass sie sogar eine eigene Küche einfordert.
Gegen die Jagirdar-Sippe regt sich plötzlich sanfter Widerstand im Dorf: sie wurden nicht zum jährlichen Bullenkampf eingeladen und die Reifen ihres Autos wurden zerstochen. Der Priester und der Schulmeister agitieren die Bauern gegen die Ungerechtigkeit und mobilisieren sie gegen die Unterdrücker. Eines Tages kommt kein Diener zur Arbeit ins Jagridar-Anwesen. Eine große Prozession der Dorfbewohner kommt vom Tempel zum Haus des Jagirdars. Als dieser dem Gott seine Ehrerbietung darbringt, greift ihn der Schulmeister an und die Bauer schlagen ihn mit Knüppeln tot. Die Revolte dringt in das Haus ein und auch Anjaiya, Prasad und Rukmani werden gelyncht. Vishwam und Sushila können fliehen, aber der Mob holt sie ein und tötet sie, bevor der Schulmeister seine Frau retten kann.

## Sonstiges
Der Film wurde im Dorf Pochampali im Distrikt Nalgonda gedreht. Bei dem im Film gemeinten Feudalstaat handelt es sich offenbar um Hyderabad.
Art Director war Shama Zaidi, die Dialoge schrieb Satyadev Dubey. Die Liedtexte zur Musik von Vanraj Bhatia verfasste Mohammed Quli Qutb Shah, sie wurden von Priti Moti Sagar interpretiert.
Der Film entstand nach einem originalen Theaterstück von Vijay Tendulkar. Naseeruddin Shah hatte mit Nishant sein Filmdebüt und Amrish Puri begründete mit diesem Film sein später ausgiebig gepflegtes Image als Filmschurke.

## Kritik
„Ein zutiefst verstörender Film, der verunsichernd und beunruhigend ist. Dennoch ist es ein Film, der einen lange nach seinem Ende nicht loslässt.“

## Auszeichnungen
- 23. National Film Awards 1975
  - bester Film in Hindi: Freni M. Variava und Mohan J. Bijlani (Produzenten), Shyam Benegal (Regisseur)
- 39. Bengal Film Journalists’ Association Awards 1976[2]
  - bester Film
  - bester Regisseur (Hindi): Shyam Benegal
  - bestes Drehbuch (Hindi): Vijay Tendulkar
- Nishant war Wettbewerbsfilm bei den Internationalen Filmfestspielen von Cannes 1976.